# ブオナ・ヴィスタ駅
ブオナ・ヴィスタ駅（ブオナ・ヴィスタえき、英語:Buona Vista MRT Station）は、シンガポールにある、MRT東西線及び環状線の駅。

## 駅構造
島式1面2線のホームを持つ駅。
| A | ■東西線 | パシール・リス・チャンギ・エアポート方面 |
| B | ■東西線 | ジュー・クーン・ジュロン・イースト方面   |

## 歴史
- 1988年3月12日 開業
- 2011年6月10日 ホームドアが運用開始
- 2011年10月8日 環状線が開業